# Temsa Tourmalin
De Temsa Tourmalin is een autobus geproduceerd door de Turkse busfabrikant Temsa. Van de Tourmalin bestaan twee types: het standaardtype en het wat luxere IC-type.

## Versies
Naast de twee verschillende types wordt de Temsa ook in drie verschillende versies geproduceerd:
- Tourmalin 12
- Tourmalin 13
- Tourmalin IC

## Technische specificaties
|                         | Tourmalin 12      | Tourmalin 13      | Tourmalin IC             | Tourmalin IC             |
| ----------------------- | ----------------- | ----------------- | ------------------------ | ------------------------ |
| Lengte                  | 12 200 mm         | 13 000 mm         | 12 000 mm                | 12 000 mm                |
| Breedte                 | 2 550 mm          | 2 550 mm          | 2 550 mm                 | 2 550 mm                 |
| Hoogte (incl. airco)    | 2 300 mm          | 3 300 mm          | 3 330 mm                 | 3 330 mm                 |
| Wielbasis               | 6 050 mm          | 6 850 mm          | 6 050 mm                 | 6 050 mm                 |
| Vooroverbouw            | 2 720 mm          | 2 720 mm          | 2 720 mm                 | 2 720 mm                 |
| Achteroverbouw          | 3 430 mm          | 3 430 mm          | 3 230 mm                 | 3 230 mm                 |
| Bagageruimte            | 4 m³              | 4,5 m³            | 3,5 m³                   | 3,5 m³                   |
| Maximaal totaal gewicht | 18 000 kg         | 18 000 kg         | 18 000 kg                | 18 000 kg                |
| Motor                   | Cummins ISBe 6.7  | Cummins ISBe 6.7  | DAF PR 228 U1            | DAF PR 265 U1            |
| Vermogen                | 215,4 kW (300 pk) | 215,4 kW (300 pk) | 231 kW (310 pk)          | 266 kW (360 pk)          |
| Zitplaatsen1            | 59                | 64                | 54 (met rolstoellift 50) | 54 (met rolstoellift 50) |
| Rolstoelplaatsen        | Optioneel         | Optioneel         | Optioneel                | Optioneel                |

1 = Afhankelijk van de indeling

## Inzet
De meeste exemplaren van de Tourmalin zijn geleverd aan een aantal vervoerbedrijven in Turkije. Daarnaast zijn verschillende exemplaren geëxporteerd naar onder andere Frankrijk. Luxemburg en Nederland.
| Bedrijf         | Type         | Serie                                    | Aantal    | Inzet         | Opmerking                                     |
| Frankrijk       | Frankrijk    | Frankrijk                                | Frankrijk | Frankrijk     | Frankrijk                                     |
| --------------- | ------------ | ---------------------------------------- | --------- | ------------- | --------------------------------------------- |
| Transisère      | ??           | ??                                       | >2        | Rhône-Alpes   |                                               |
| Luxemburg       |              |                                          |           |               |                                               |
| Voyages Koob    | Tourmalin IC | VK1224                                   | 1         | Streekvervoer |                                               |
| Voyages Simon   | Tourmalin IC | VS1211, VS1215 - VS1217, VS1219 - VS1228 | 14        | Streekvervoer | VS1220 is de eerste Tourmalin IC in Luxemburg |
| Voyages Wagener | Tourmalin IC | WV2040                                   | 1         | Streekvervoer |                                               |
| Nederland       |              |                                          |           |               |                                               |
| Arriva Touring  | Tourmalin IC | 275                                      | 1         | Tourvervoer   |                                               |
| Betuwe Express  | Tourmalin IC | 192                                      | 1         | Tourvervoer   |                                               |
| GEBO Tours      | Toumalin IC  | 508 (kenteken BZ-BZ-52)                  | 1         | Tourvervoer   | Eerste bus van dit type in Nederlend          |